# Kostel svaté Barbory (Bílsko-Bělá)
Kostel svaté Barbory je historický dřevěný katolický kostel v Bílsku-Bělé, který se nachází v části Mikuszowice Krakowskie, na Cyprysové ulici. Je farním kostelem (farnost sv. Barbory v Bílsku-Bělé) a patří k diecézi bílsko-żywiecké (Děkanát Bílsko-Bělá III – Wschód). Dřevěná svatyně byla postavena v roce 1690 a je příkladem historického venkovského sakrálního stavitelství ve stylu slezsko-malopolském. Kostel je součástí hlavní trasy Stezky dřevěné architektury ve Slezském vojvodství. Kostel je zapsán do seznamu kulturních památek Polska.

## Historie
První kostel v Mikuszowicích byl postaven pravděpodobně v 13. století nebo na začátku 14. století. Byl zničen při povodni v polovině 15. století.
Druhý kostel byl postavený v roce 1455 z borového dřeva. Na krátký čas byl farním kostelem, ale zanedlouho se stal kostelem filiálním farnosti v Łodygowicích. V první polovině 16. století byl protestantským kostelem. Od roku 1615 byl opět kostelem katolickým. Dne 7. dubna 1687 kostel vyhořel, zapálil jej blesk.
Současný kostel sv. Barbory byl dokončen v roce 1690. Kostel byl postaven na návrh faráře Urbana Kupiszowského místním tesařem Piotrem Piotrowským z modřínového dřeva. Vysvěcen byl v roce 1692.
Velké změny interiéru nastaly v 18. století. Z tohoto období pochází polychromie, hlavní oltář, boční oltáře a plastiky evangelistů.
V roce 1796 byl dán kostel do dražby, vykoupen byl vesničany z Mikuszowic a okolních vsí za 50 zlatých rýnských a stal se filiálním kostelem farnosti ve Wilkovicích.
V 19. století byl kostel dvakrát přestavován. V roce 1851 byla přistavěna věž tesařem Walentem Fijakem a v roce 1870 byl kostel zvýšen.
V roce 1935 byl oltářní triptych z roku 1470 byl přenesen do Národního muzea v Krakově a do kostela byla umístěná v roce 1987 jeho kopie. Dne 7. září 1965 dekretem krakovského metropolity Karola Wojtyly se stala samostatnou farností sv. Barbory v Bílsku-Bělé v Mikuszowicích. Od roku 1992 patří k Diecézi bílsko-żywiecké.
V letech 1993–1994 byly provedeny konzervátorské a restaurátorské práce na polychromii z 18. století.

## Architektura

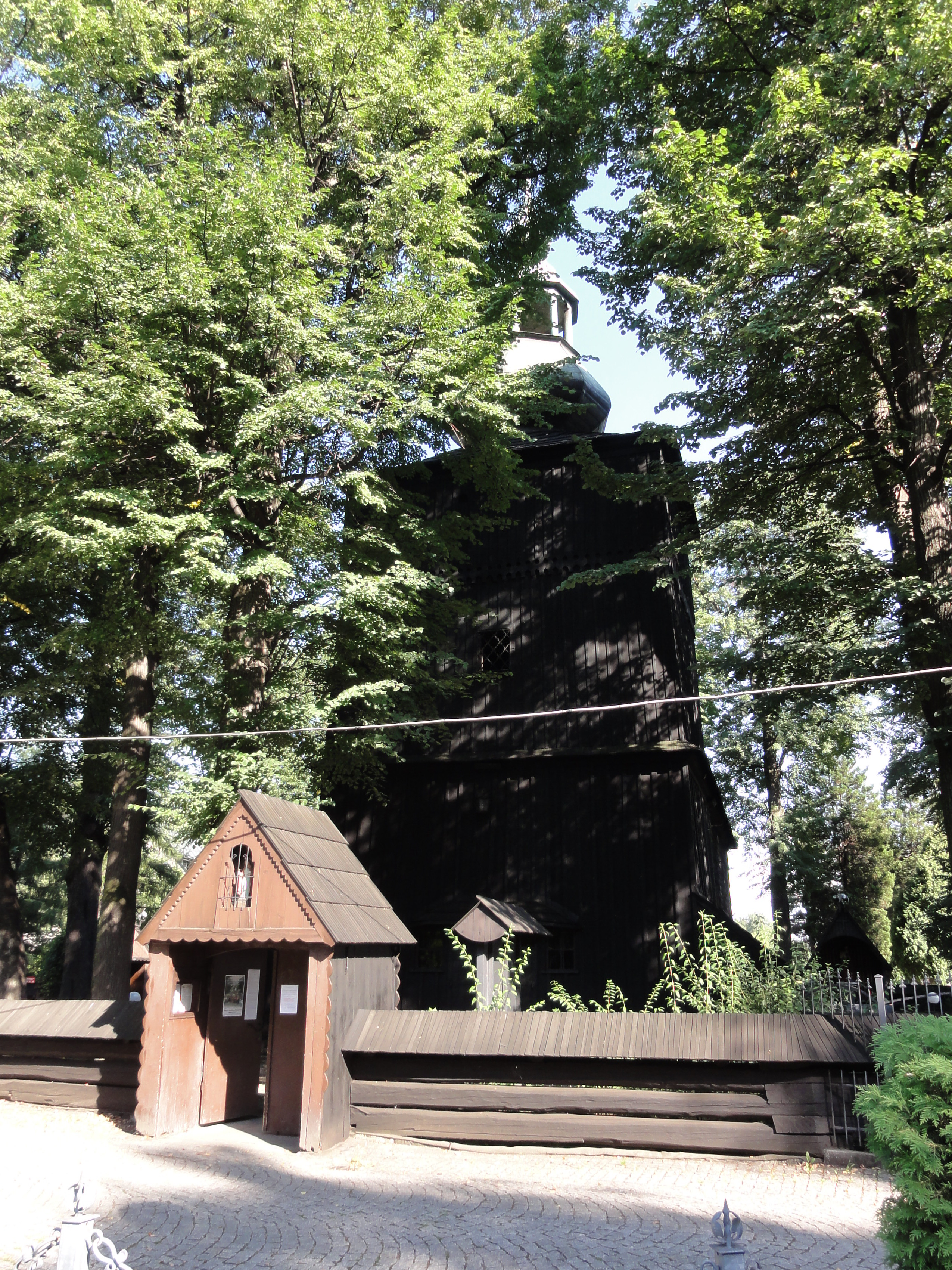
Vstup na hřbitov s trámovým plotem.

Kostel sv. Barbory je typickým příkladem dřevěných vesnických kostelů roubeno-sloupových konstrukcí v slezsko-malopolském stylu, které v této době dominovaly při sakrální výstavbě v tomto regionu.
Neorientovaný kostel má malou čtvercovou loď, šestiboké kněžiště a zákristii na východní straně. Roubená konstrukce je opatřená bedněním. Kostel má velmi strmou šindelovou střechu (sklon 55° – 65°), skládající se ze dvou částí (nižší nad presbytářem, vyšší nad lodí), kolem kostela je krytá podsíň. Neorientovaný kostel má okna pouze na západní straně.
Dřevěná přisazená věž byla postavena v roce 1851 a o dvacet let později byla zvýšená o pozorovací místnost (pozorovatelnu) zakončenou cibulovou helmicí s otevřenou lucernou a jehlicí. Zvonice (sanktusník), která má mírně nakloněné stěny, je na severní straně spojena s lodí, má sloupovou konstrukci.
Nad bočním vchodem se nachází obraz sv. Barbory s jejími charakteristickými atributy – věží a mečem.
Ke kostelu náleží i hřbitov z 18. století, který je ohrazen trámovým plotem z roku 1748.

## Interiér

### Polychromie
Vnitřek kostela zdobí bohatá barokní polychromie, kterou zhotovil malíř Johann Mantila z Bílska v roce 1723. Provedena je v živých pastelových barvách připomínající staré gobelíny. Složena je z motivů jónských pilastrů a postav apoštolů, v rozdělených částech stěn vytváří osm scén ze života (legendy) sv. Barbory:
- v kněžišti – Křest sv. Janem, Odmítnutí žádosti o ruku, Nalezení úkrytu Barbory a Trest či Bičování
- v lodi – Kristus navštěvuje Barboru ve vězení, Opakovaná mučednictví, Barbora v dětství a Stětí.

Na různých místech interiéru se nacházejí jiné scény a výjevy například: sv. Jiří zabíjí draka, sv. Trojice, nebo sv. Mikuláš. Všechny výjevy jsou popisovány v latině a polském jazyce (v místním slezsko-malopolském nářečí) a jsou obtočeny rostlinnými dekoracemi. Záklopový strop je zdoben barokními apoteózami – v lodi sv. Barbory, a v kněžišti sv. Trojice. Na trámu pod kruchtou se nalézá podpis malíře Mantila.

### Hlavní oltář
Barokní hlavní oltář pochází z 18. století. Mimo triptychu se zde nacházejí obrazy sv. Kateřiny, sv. Vojtěcha, sv. Stanislava, pozlacené rokokové tabernákulum z kostela ve Wilkowicích, a také dvě barokové figury evangelistů sv. Jana a sv. Lukáše, které se původně nacházely v bílském kostele Spasitele.

#### Oltářní triptych
V hlavním oltáři se nachází kopie gotického oltářního triptychu, tzv. Triptych z Mikuczowic. Vznikl v roce 1470 v dílně malíře z kruhů tzv. Mistrza Chórów z krakovské školy. Skládá se ze tří částí: středního a dvou bočních obrazů.
Střední část představuje scénu Rozeslání Apoštolů s postavou Krista a kolem něj shromážděných učňů, kteří drží v ruce stuhu s nápisem, kam mají jít šířit nauku křesťanství.
Na bočních křídlech jsou dvoustranné obrazy. Na líci levého křídla je nahoře postava Řehoře I. Velikého a dole je postava sv. Jeronýma. Na líci pravého křídla nahoře je sv. Augustin a dole sv. Ambrož. Oba dolní obrazy jsou v polovině useknuty, zřejmě z důvodů přizpůsobení se na podmínky relativně malé mikuszowické svatyně. Na rubech křídel jsou vlevo nahoře Povolání sv. Petra a Ondřeje a dole Vidění sv. Jana na ostrově Patmos. Napravo nahoře je Útěk sv. Petra z Damašku, dole Obrácení kancléře pokladu královny Kandaké sv. Filipem.
Originál triptychu byl v roce 1935 přenesen do Národního muzea v Krakově a až v roce 1987 byla do kostela dána jeho kopie.

### Boční oltáře
Oba boční barokní oltáře (levý i pravý) pocházejí z 18. století.
V levém se nalézá dřevěná gotická figura Panny Marie s dítětem z období kolem roku 1430 a je řazena do skupiny slezských Madonn Pięknych (Krásných Madon). Její charakteristickou vlastností jsou měkce zvýrazněné řasení sukně. Kromě toho má mikiszowická Madona na sobě závoj, který sahá k ramenům a také pozlacené atributy královské moci: koruny na hlavách obou postav, žezlo v ruce Marie a jablko v rukou dítěte.
V pravém bočním oltáři je umístěn obraz sv. Barbory z přelomu 17. a 18. století, který byl v letech 1935–1987 umístěn na místo gotického triptychu.

### Další památky
- zastavení Křížové cesty
- hudební kruchta v současné podobě z 19. století
- varhany z roku 1895 ze Lvova
- velká kropenka z 18. století v podobě vázy
- kovaný kotlík na svěcenou vodu (nachází se v podsíni u zákristie)

### LIteratura
- POLAK, Jerzy. Przewodnik po Bielsku-Białej. Bielsko-Biała. Towarzystwo Miłośników Ziemi Bielsko-Bialskiej, 2000. ISBN 83-902079-0-7. (polsky)
- DUDA, Marta. WYPYCH, Sebastian. Kościoły drewniane Karpat i Podkarpacia. Pruszków. Oficyna Wydawnicza „Rewasz”, 2001, seria: Monografie Krajoznawcze. ISBN 83-85368-79-5. (polsky)